# Raymond Giroux
Raymond Giroux, znany też jako Ray Giroux (ur. 20 listopada 1976 w North Bay) – kanadyjski hokeista.

## Kariera klubowa
- Powassan Hawks (1992–1994)
- Yale Bulldogs (1994–1998)
- Lowell Lock Monsters (1998–2000)
  -  New York Islanders (1999)
- HIFK Hockey (2000)
- AIK (2000)
- Jokerit (2000–2001)
- New York Islanders (2001)
- Bridgeport Sound Tigers (2001–2002)
- New Jersey Devils (2002)
- Albany River Rats (2002–2004)
- New Jersey Devils (2004)
- Houston Aeros (2004–2005)
- Ak Bars Kazań (2005–2008)
- SKA Sankt Petersburg (2008–2010)
- Traktor Czelabińsk (2010–2012)
- HC Ambrì-Piotta (2013)
- Mietałłurg Nowokuźnieck (2013–2014)

Absolwent Uniwersytetu Yale. Od lutego 2013 zawodnik HC Ambrì-Piotta. Od czerwca 2013 do maja 2014 w klubie Mietałłurg Nowokuźnieck.

## Sukcesy
Klubowe
- Złoty medal mistrzostw Rosji: 2006 z Ak Barsem Kazań
- Srebrny medal mistrzostw Rosji: 2007 z Ak Barsem Kazań
- Puchar Mistrzów: 2007 z Ak Barsem Kazań
- Puchar Kontynentalny: 2008 z Ak Barsem Kazań

Indywidualne
- Sezon zasadniczy KHL (2008/2009):
  - Mecz Gwiazd KHL
- Sezon zasadniczy KHL (2009/2010):
  - Piąte miejsce w klasyfikacji +/− w sezonie zasadniczym: +28